# دالي أرمسترونغ
دالي أرمسترونغ هو سائق سباق كندي، ولد في 1941، وتوفي في 28 نوفمبر 2014.